# De Aetna
Petri Bembi de Aetna ad Angelum Chabrielem liber, més conegut com a De Aetna, és el primer assaig escrit en llatí per Pietro Bembo, fou publicat el febrer de 1496 per Aldo Manuzio. De Aetna també és la primera obra publicada en llatí a càrrec de l'impressor Manuzzio, qui va encarregar un nova pòlissa al gravador de punxons Francesco Griffo.
Pietro Bembo estudià grec antic a Messina entre 1491 i 1493, sota la direcció del filòleg i humanista romà d'Orient Constantí Làscaris. En tornar d'aquella estada va escriure De Aetna. Aetna, en llatí, fa referència al volcà Etna.
Escrit en forma de diàleg entre l'escriptor i el seu pare Bernardo, el text parla de l'ascensió al cim del volcà durant una erupció. La descripció, estudi i l'activitat de l'Etna es basa en l'experiència directa, la informació in situ i en la discussió de testimonis clàssics. Està dedicat a Angelo Gabriel, patrici venecià, company d'estudis de Bembo a Messina i Pàdua. Des del punt de vista de la història, De Aetna és un exemple revelador del gust de l'època, que difereix significativament de les representacions literàries del volcà anteriors. Per primera vegada s'ofereix una descripció de la seva activitat eruptiva en termes exclusivament naturalistes.